# روبرت باركر (لاعب كرة قدم)
روبرت باركر (بالإنجليزية: Robert Barker)‏ هو مهندس مدني ومهندس ولاعب كرة قدم بريطاني (وحمل سابقاً جنسية المملكة المتحدة لبريطانيا العظمى وأيرلندا) في مركز حراسة المرمى، ولد في 19 يونيو 1847 في المملكة المتحدة، وتوفي في 11 نوفمبر 1915. شارك مع منتخب إنجلترا لكرة القدم. أما مع النوادي، فقد لعب مع Wanderers F.C. ‏.

## وصلات خارجية
- روبرت باركر على موقع قاعدة بيانات كرة القدم.إي يو (الإنجليزية)
- روبرت باركر على موقع ناشيونال فوتبول تيمز (الإنجليزية)
- روبرت باركر على موقع عالم كرة القدم.نت (الإنجليزية)